# Serie B2 2007-2008 (pallavolo maschile)
La Serie B2 2007-2008 si è svolta dal 13 ottobre 2007 al 24 maggio 2008: al torneo hanno partecipato centodiciotto squadre di club italiane.

## Regolamento

### Formula
Le squadre, divise in otto gironi, hanno disputato un girone all'italiana, con gare di andata e ritorno, per un totale di ventisei giornate; al termine della regular seson:
- La prima classificata di ogni girone è promossa in Serie B1.
- La seconda classificata di ogni girone ha acceduto ai play-off promozione, strutturati in una finale, giocata al meglio di due vittorie su tre gare: le quattro vincitrici sono promosse in Serie B1.
- Le ultime quattro classificate di ogni girone sono retrocesse in Serie C.

### Criteri di classifica
Se il risultato finale è stato di 3-0 o 3-1 sono stati assegnati 3 punti alla squadra vincente e 0 a quella sconfitta, se il risultato finale è stato di 3-2 sono stati assegnati 2 punti alla squadra vincente e 1 a quella sconfitta.
L'ordine del posizionamento in classifica è stato definito in base a:
- Punti;
- Numero di partite vinte;
- Ratio dei set vinti/persi;
- Ratio dei punti realizzati/subiti.

## Squadre partecipanti

### Girone A
- ADMO
- Besanese
- Chieri
- Mondovì
- Novi
- Olgiate
- Ovada
- Parabiago
- Parella
- Pinerolo
- Sant'Anna
- Somma
- Torino
- Varese

### Girone B
- Argentia
- Atlantide Brescia
- Aurora Seriate
- Canottieri Ongina
- Castel Goffredo
- Castelnuovo
- Diavoli Rosa
- Fiorenzuola
- FoCoL
- Mezzolombardo
- Pro Victoria Monza
- Remedello
- Trentino II
- Vallecamonica Sebino

### Girone C
- Adriavolley
- Bibione Mare
- Futura Cordenons
- Gran Volley
- Involley
- Mestre
- Mestrino
- Monselice
- Paese
- San Lazzaro
- Sarmeola
- Silvolley
- Stra
- Tresigallo

### Girone D
- Audax Casinalbo
- Centro Incontri
- CUS Firenze
- CUS Pisa
- Forlì
- Modena II
- Prato
- San Prospero
- Sestese
- Stadium Mirandola
- Tomei Livorno
- Universal Carpi
- Villa d'Oro
- VVF Reggio Emilia

### Girone E
- Appignano
- Calimera
- Dinamo Bellaria
- Dorica
- Galatone
- Impavida Ortona
- Jesi
- Montorio
- Nadia
- Pescara
- Sabini
- Samb
- Virtus Paglieta
- Viserba

### Girone F
- Alghero
- Arborea
- Casalbertone
- Civitavecchia
- CLT
- Cortona
- Garibaldi
- Orte
- PV Civita Castellana
- Roma XX
- San Mariano
- Serramanna
- Spoleto
- Velletri

### Girone G
- Anagni
- Argos
- Giotto
- Guidonia
- Marcianise
- Marigliano
- Meta
- Paola
- Red
- Sapri
- Serapo Gaeta
- Sparanise
- Virtus Potenza
- Zagarolo

### Girone H
- Acicastello
- Callipo II
- Catanzaro
- CUS Palermo
- Lucera
- Manfredonia
- Martina
- Messina
- Misterbianco
- Pizzo Calabro
- Putignano
- Ragno Molfetta
- Top Volley Gela
- Turi

## Torneo

### Play-off promozione

#### Tabellone
|  | Finale |              |   |   |   |
|  |        |              |   |   |   |
|  | 2B     | Diavoli Rosa | 1 | 3 | 3 |
|  | 2B     | Diavoli Rosa | 1 | 3 | 3 |
|  | 2A     | Varese       | 3 | 2 | 2 |
|  | 2A     | Varese       | 3 | 2 | 2 |

|  | Finale |                 |   |   |   |
|  |        |                 |   |   |   |
|  | 2C     | Bibione Mare    | 1 | 3 | 3 |
|  | 2C     | Bibione Mare    | 1 | 3 | 3 |
|  | 2D     | Universal Carpi | 3 | 2 | 1 |
|  | 2D     | Universal Carpi | 3 | 2 | 1 |

|  | Finale |      |   |   |  |
|  |        |      |   |   |  |
|  | 2F     | CLT  | 3 | 3 |  |
|  | 2F     | CLT  | 3 | 3 |  |
|  | 2E     | Samb | 2 | 0 |  |
|  | 2E     | Samb | 2 | 0 |  |

|  | Finale |             |   |   |  |
|  |        |             |   |   |  |
|  | 2H     | Manfredonia | 2 | 0 |  |
|  | 2H     | Manfredonia | 2 | 0 |  |
|  | 2G     | Marcianise  | 3 | 3 |  |
|  | 2G     | Marcianise  | 3 | 3 |  |

#### Risultati

##### Finale
| Gara 1 |                                |     |                                   |
|        |                                |     |                                   |
| 10-05  | Diavoli Rosa - Varese          | 1-3 | 25-16, 25-27, 24-26, 23-25        |
| 10-05  | Bibione Mare - Universal Carpi | 1-3 | 25-23, 23-25, 20-25, 18-25        |
| 10-05  | CLT- Samb                      | 3-2 | 21-25, 25-27, 25-23, 27-25, 15-10 |
| 10-05  | Manfredonia - Marcianise       | 2-3 | 25-17, 24-26, 25-22, 20-25, 13-15 |

| Gara 2 |                                |     |                                  |
|        |                                |     |                                  |
| 17-05  | Varese - Diavoli Rosa          | 2-3 | 30-28, 22-25, 22-25, 25-23, 7-15 |
| 17-05  | Universal Carpi - Bibione Mare | 2-3 | 17-25, 19-25, 26-24, 25-16, 7-15 |
| 17-05  | Samb - CLT                     | 0-3 | 19-25, 18-25, 19-25              |
| 17-05  | Marcianise - Manfredonia       | 3-0 | 25-22, 25-17, 25-14              |

| Gara 3 |                                |     |                                   |
|        |                                |     |                                   |
| 24-05  | Diavoli Rosa - Varese          | 3-2 | 22-25, 25-23, 17-25, 27-25, 15-12 |
| 24-05  | Bibione Mare - Universal Carpi | 3-1 | 23-25, 25-21, 27-25, 26-24        |

## Verdetti

### Squadre promosse
- ADMO
- Argos
- Bibione Mare
- CLT
- Cortona
- Diavoli Rosa
- Dinamo Bellaria
- Marcianise
- Molfetta
- Pro Victoria Monza
- Sarmeola
- Sestese

### Squadre retrocesse
- Acicastello
- Adriavolley
- Appignano
- Arborea
- Calimera
- Casalbertone
- Castel Goffredo
- Misterbianco
- CUS Palermo
- CUS Pisa
- Dorica
- Fiorenzuola
- Forlì II
- Garibaldi
- Guidonia
- Involley
- Marigliano
- Mestrino
- Mezzolombardo
- Olgiate
- Parella
- Pescara
- Pizzo Calabro
- Red
- Sapri
- Serramanna
- Somma
- Tomei Livorno
- Torino
- Trentino II
- Tresigallo
- VVF Reggio Emilia